# Maurice Jarre
Maurice-Alexis Jarre (Lyon, 13 de setembro de 1924 — Los Angeles, 29 de março de 2009) foi um compositor francês.
Famoso por compor a trilha sonora de grandes sucessos de bilheteria, foi vencedor de três Oscars, quatro Globos de Ouros, dois BAFTA, GRAMMY, ASCAP. Possui uma estrela na Calçada da Fama em Hollywood Boulevard. Além de suas composições para cinema e teatro também compôs ballets, concertos, óperas e cantatas. É pai do famoso compositor de música eletrônica Jean Michel Jarre.

## Biografia
Maurice Jarre demonstrou seu interesse por música em sua adolescência, e contra a vontade de seu pai, matriculou-se no Conservatório de Paris onde estudou percussão, composição musical e harmonia.
Sua carreira musical ganhou impulso quando em 1961, o produtor Sam Spiegel o indicou para trabalhar com David Lean em seu filme Lawrence da Arabia. Inicialmente a música deste filme seria composta por três compositores, sendo que por vários motivos o trabalho ficou totalmente nas mãos de Jarre, o que lhe rendeu o Oscar de melhor trilha sonora. Depois deste filme, veio a colaborar em mais três filmes de David Lean: Doutor Jivago, A filha de Ryan e Passagem para a India. Dois destes filmes também lhe renderam o Oscar e popularidade, tanto que já estava cotado para compor a trilha de outro filme do diretor, intitulado Nostromo, porém Lean morreu antes de chegar a produzí-lo.
Maurice Jarre costumava utilizar muita percussão em suas trilhas, chegando a incluir instrumentos étnicos como a cítara em Lawrence of Arabia, ou a fujara em A Tin Tambor. Nos anos 1980 incluiu arranjos eletrônicos em sua música, e chegou compor uma trilha totalmente eletrônica para o filme The Year of Living Dangerously (O ano em que vivemos em perigo).

## Vida pessoal
Maurice Jarre foi casado quatro vezes, e teve três filhos. Teve seu primeiro filho com Francette Pejot, o músico francês Jean Michel Jarre. Em 1965 casou-se com a atriz francesa Dany Saval e desta relação nasceu sua primeira filha Stéfanie Jarre. Depois de se mudar para os Estados Unidos, casou-se novamente com a atriz norte-americana Laura Devon e teve seu segundo filho, o roteirista estadunidense Kevin Jarre. Sua última esposa foi Fong Khong, com quem esteve desde 1984.

## Filmografia
- 2001 - Uprising (televisão)
- 2000 - África dos meus sonhos
- 2000 - Sunshine, o despertar de um século
- 1995 - A Walk in the Clouds
- 1994 - O Rio Selvagem (Trilha sonora rejeitada)
- 1993 - Mr. Jones
- 1993 - Fearless
- 1992 - School Ties
- 1991 - Only the Lonely
- 1990 - Ghost
- 1990 - Jacob's Ladder
- 1990 - After Dark, My Sweet
- 1989 - Um Natal mágico
- 1989 - Enemies, a Love Story
- 1989 - Dead Poets Society
- 1988 - Gorillas in the Mist
- 1988 - Luar sobre Parador
- 1987 - Gaby: A True Story
- 1987 - Atração fatal
- 1986 - A costa do mosquito
- 1985 - Mad Max 3
- 1985 - A testemunha
- 1985 - A prometida
- 1985 - Inimigo Meu
- 1984 - A morte nos sonhos
- 1984 - Top Secret (Superconfidencial)
- 1982 - O ano em que vivemos em perigo
- 1980 - Shōgun (televisão)[2]
- 1980 - Ressurreição
- 1979 - Tin Drum
- 1978 - Crossed Swords
- 1977 - Jesus de Nazaré
- 1977 - Mohammad, Messenger of God
- 1974 - The Island at the Top of the World
- 1972 - Red Sun
- 1972 - The Life and Times of Judge Roy Bean
- 1970 - A filha de Ryan
- 1969 - The Damned
- 1969 - Topázio
- 1969 - O extraordinário marinheiro
- 1968 - O homem de Kiev
- 1968 - Isadora
- 1966 - Paris está em chamas?
- 1966 - Grand Prix
- 1966 - A noite dos generais
- 1965 - Doutor Jivago
- 1965 - O Colecionador
- 1964 - The Train
- 1962 - Lawrence da Arábia
- 1962 - Les dimanches de Ville d'Avray
- 1960 - Os olhos sem rosto

## Discografia
- Maurice Jarre: A Tribute to David Lean - CD/DVD (2007)
- The Emotion & The Strength (2002)
- The Essential Maurice Jarre Film Collection (2000)
- Film Music by Maurice Jarre (1999)
- Lean by Jarre (1992)
- Jarre by Jarre (1990)

## Prêmios e indicações
Oscar
- Indicação de Melhor Trilha Sonora Original por Ghost
- Indicação de Melhor Trilha Sonora Original por Gorillas in the Mist
- Indicação de Melhor Trilha Sonora Original por Witness
- Ganhou em 1984 o Oscar de Melhor Trilha Sonora Original pelo filme A Passage to India.
- Indicação de Melhor Trilha Sonora Original por The Message
- Indicação de Melhor Canção Original, Marmalade, Molasses & Honey, pelo filme The Life and Times of Judge Roy.
- Ganhou em 1965 o Oscar de Melhor Trilha Sonora Original pelo filme Doctor Zhivago.
- Ganhou em 1962 o Oscar de Melhor Trilha Sonora Original pelo filme Lawrence of Arabia.

Grammy
- Jarre ganhou em 1967, o Grammy de Melhor Trilha Sonora Original pelo filme Doctor Zhivago.

Outros prêmios
- British Academy Awards, 1989, Melhor Trilha Sonora Original por Dead Poets Society.
- Globo de Ouro, 1995, Melhor Trilha Sonora Original por A Walk in the Clouds.